# Štědrost

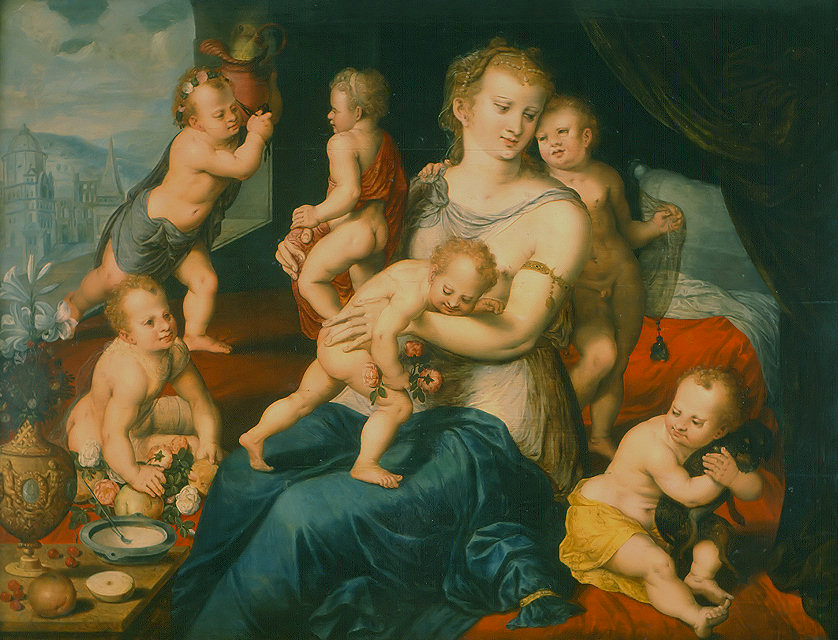
Štědrost, Frans Floris (1516–1570), NM Gdaňsk

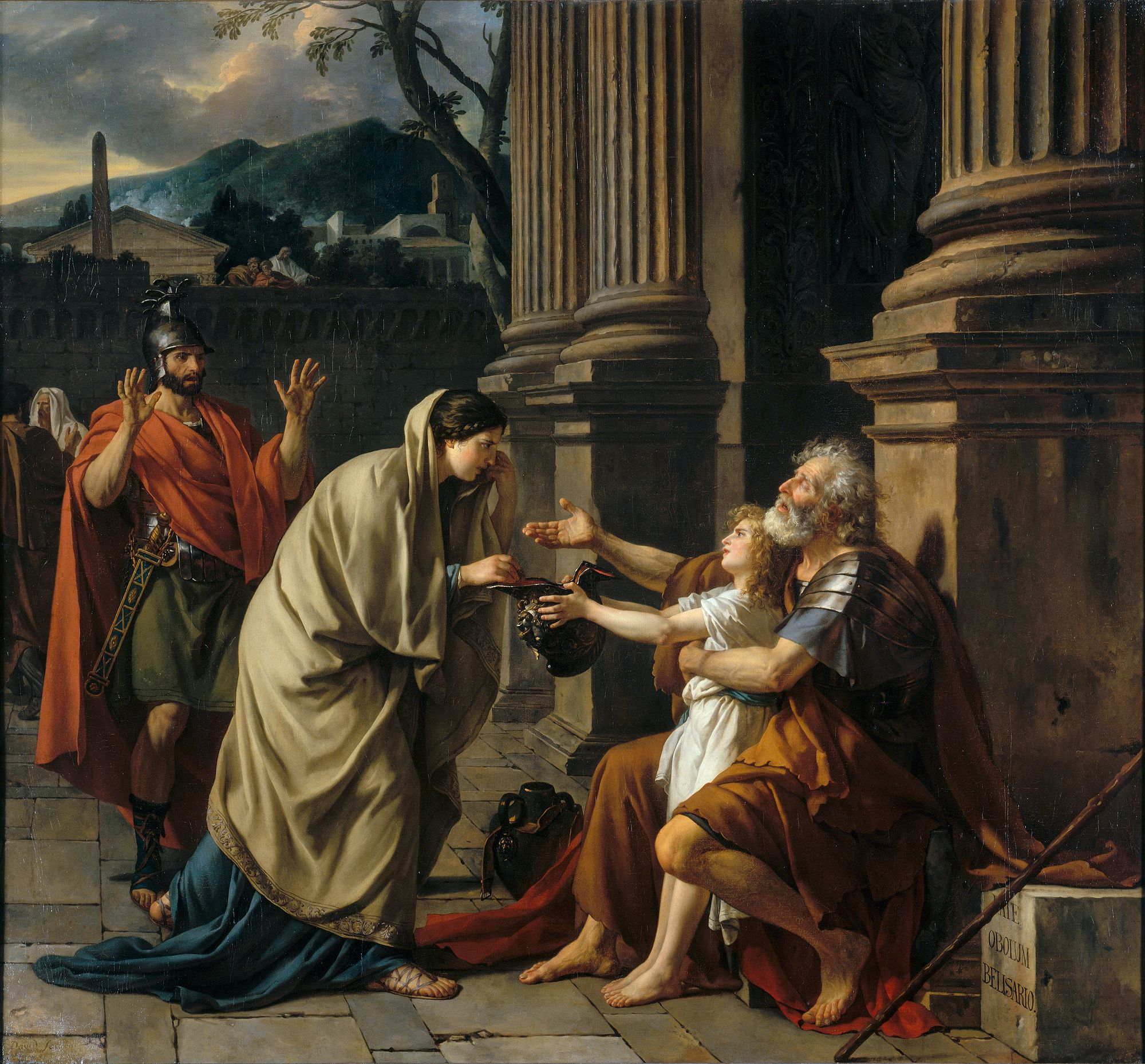
Byzantský vojevůdce Belisar dostává almužnu od štědré ženy, Jacques-Louis David, 1781, Muzeum Beaux-Arts, Lille, Francie

Štědrost (lat. liberalitas, angl. generosity, rusky щедрость) je jednou ze sedmi ctností, pochází pravděpodobně ze starého francouzského slova "charité" , které bylo odvozeno z latinského "caritas". Je to ochota dávat, uskutečňování šlechetných myšlenek nebo činů, láska k bližním, charita, velkorysost. Aristoteles říkal, že štědrost je vyváženým středem mezi rozhazovačností a lakotou. Jinými slovy je to potlačená chamtivost a egoismus. Nepřítomnost žádostivosti; neulpívání na vnímaném objektu. Opakem štědrosti je lakota (lat. avaritia).
Citát Pesimista říká, že vidí sklenici poloprázdnou, optimista tu samou sklenici vidí zpola plnou a štědrý člověk vidí sklenici s vodou a hledá někoho, kdo by mohl mít žízeň. — G. Donald Gale

## Štědrost v buddhismu
Štědrost je v buddhismu jednou a první z tzv. Šesti vysvobozujících činů. Dalšími jsou: smysluplné jednání, trpělivost, píle, meditace a moudrost.
Tyto nauky se používají především v buddhismu Velké cesty.
Štědrost se dělí na tři úrovně:
- 1. Štědrost, která pomáhá okamžitě: strava, oděv, peníze
- 2. Štědrost, která pomáhá na celý život: vzdělání
- 3. Štědrost, která pomáhá navždy: poskytování Dharmy, nauk Buddhy.